# Centrale nucleare di Shidaowan (HTR-PM)
La centrale nucleare di Shidaowan (HTR-PM) è una centrale nucleare cinese situata presso la città di Weihai, nella provincia dello Shandong. La centrale è attualmente in costruzione, sono in costruzione 1 reattori HTR-PM da 200 MW ed altri 18 sono previsti, del medesimo tipo e potenza.